# Aston Villa Football Club 1901-1902
Questa pagina raccoglie i dati riguardanti l'Aston Villa Football Club nelle competizioni ufficiali della stagione 1901-1902.

## Maglie
Vennero utilizzate le stesse divise introdotte nel 1900.
| Casa | Trasferta |

## Rosa
| N. |                        | Ruolo | Calciatore                |
| -- | ---------------------- | ----- | ------------------------- |
|    | Inghilterra (bandiera) | P     | Harry Cooch               |
|    | Inghilterra (bandiera) | P     | William George            |
|    | Inghilterra (bandiera) | P     | Jack Whitley              |
|    | Inghilterra (bandiera) | D     | Jimmy Crabtree (capitano) |
|    | Inghilterra (bandiera) | D     | Albert Evans              |
|    | Galles (bandiera)      | D     | Albert Jones              |
|    | Inghilterra (bandiera) | D     | Micky Noon                |
|    | Inghilterra (bandiera) | D     | Jack Shutt                |
|    | Inghilterra (bandiera) | D     | Howard Spencer            |
|    | Inghilterra (bandiera) | C     | Joe Bache (vice capitano) |
|    | Inghilterra (bandiera) | C     | William Brawn             |
|    | Scozia (bandiera)      | C     | James Cowan               |
|    | Inghilterra (bandiera) | C     | George Harris             |
|    | Scozia (bandiera)      | C     | Arthur Millar             |
|    | Inghilterra (bandiera) | C     | Joe Pearson               |

| N. |                        | Ruolo | Calciatore      |
| -- | ---------------------- | ----- | --------------- |
|    | Inghilterra (bandiera) | C     | Tom Perry       |
|    | Inghilterra (bandiera) | C     | Albert Wilkes   |
|    | Inghilterra (bandiera) | C     | Alf Wood        |
|    | Scozia (bandiera)      | A     | Willie Clarke   |
|    | Inghilterra (bandiera) | A     | Jack Devey      |
|    | Inghilterra (bandiera) | A     | Billy Garraty   |
|    | Galles (bandiera)      | A     | Arthur Green    |
|    | Inghilterra (bandiera) | A     | George Johnson  |
|    | Inghilterra (bandiera) | A     | Frank Lloyd     |
|    | Inghilterra (bandiera) | A     | Walter Marriott |
|    | Scozia (bandiera)      | A     | James McLuckie  |
|    | Scozia (bandiera)      | A     | Thomas Niblo    |
|    | Inghilterra (bandiera) | A     | George Smith    |
|    | Scozia (bandiera)      | A     | Bobby Templeton |
|    | Inghilterra (bandiera) | A     | Tommy Wilson    |